# Монастырь Святых Киприана и Иустины
Монастырь Святых Мучеников Киприана и Иустины — православный мужской монастырь, расположенный в пригороде Фили и являющийся духовно-административным центром Оропосской и Филийской митрополии в юрисдикции старостильной ИПЦ Греции (Синод Хризостома).

## История
Монастырь был основан в 1961 году иеромонахом Киприаном (Куцумбасом) по благословению старца Филофея (Зервакоса) в пригороде Фили, в Аттике, на юго-западном склоне горы Парнифа, в 20 км от центра Афин.
Весь период своего существования монастырь был духовно-административным центром греческой старостильной юрисдикции «Синод противостоящих», а после слияния «киприановского» и «хризостомовского» Синодов, стал духовно-административным центром Оропосской и Филийской митрополии ИПЦ Греции (Синод Хризостома).
Монастырь разделён на две части — внутреннюю, закрытую для посещений и внешнюю — открытую для богомольцев и паломников.
Мощи святых Киприана и Иустины выносятся для поклонения богомольцам раз в год, в день престольного праздника 2 (15) октября.

## Настоятели
- Киприан (Куцумбас), (1961—30 мая 2013)
- Феодосий (Айокиприанитис) (с 2013)[1]